# رايدينس أوف ذا سيز
رايدينس أوف ذا سيز (بالإنجليزية: Radiance of the Seas)‏ هي سفينة سياحية والسفينة الرائدة لفئة رايدينس وهي مملوكة من قبل شركة رويال كاريبيان إنترناشيونال، دخلت الخدمة في عام 2001.